# The Simpsons Wrestling
The Simpsons Wrestling (с англ. — «Симпсоны: Реслинг») — компьютерная игра в жанре аркадный файтинг, являющаяся спин-оффом американского мультсериала «Симпсоны». Девятнадцатая игра из серии игр, выпускаемых на основе «Симпсонов».
The Simpsons Wrestling вышла на платформе PlayStation 22 марта 2001 года в США. Игра была разработана компанией Big Ape Productions и выпущена Fox Interactive совместно с Activision.

## Персонажи
В игре есть возможность бороться за одного из 18-ти персонажей, каждый из которых «разговаривает» голосом тех же самых актёров, которые озвучивали соответствующих героев в сериале. Матчи проходят на «участках» Спрингфилда, также представленных в телесериале.

## Отзывы
| Сводный рейтинг    | Сводный рейтинг |
| Агрегатор          | Оценка          |
| ------------------ | --------------- |
| GameRankings       | 41,21 %         |
| Metacritic         | 32/100          |
| Иноязычные издания |                 |
| Издание            | Оценка          |
| Game Informer      | 2/10            |
| GameSpot           | 6,4/10          |
| GameZone           | 7,5/10          |
| IGN                | 1/10            |

Игра получила главным образом отрицательные отзывы со стороны критиков.